# Ronald Bell
Pour les articles homonymes, voir Bell.
Ronald Nathan Bell, dit Khalis Bayyan, né le 1er novembre 1951 à Youngstown (Ohio) et mort le 9 septembre 2020 dans les Îles Vierges des États-Unis, est un chanteur et producteur américain.
Il a cofondé le groupe Kool & the Gang.

## Biographie
Ronald Nathan Bell est né à Youngstown dans l'Ohio en 1951, d'Aminah Bayyan (1932-2014) et de Robert "Bobby" Bell (1929-1985). Son père, boxeur, voyageait beaucoup dans le sud des Etats-Unis, souvent aux mêmes dates que Miles Davis avec qui il devint ami. C'est en écoutant les disques du trompettiste et de Thelonious Monk, un autre ami de son père, que Ronald Bell apprit le saxophone en autodidacte. Son jeu fut aussi influencé par les disques d'Art Blakey, de Wayne Shorter, de Cannonball Adderley ou encore de John Coltrane.
Dans les années 60, Ronald Bell et son frère Robert décident de former un groupe de musique avec cinq copains. Leur musique alterne entre jazz, soul, et funk. Après avoir essayé plusieurs noms, dont The Jazziacs ou The New Dimensions, le septet se renomme Kool and the Gang en 1969. Il devient ensuite un groupe phare des années 70 et 80, notamment grâce à des morceaux comme Celebration, Cherish, ou Open Sesame, tous écrits et produits par Ronald Bell.
Renommé mondialement, Kool and the Gang obtint de nombreuses récompenses et notamment une étoile sur le Walk Of Fame d'Hollywood. Parallèlement à son groupe, Ronald Bell découvrit de nombreux artistes dont The Fugees, lorsque le groupe se nommait encore The Rap Translators. Il avait également créé un groupe de jazz-funk nommé Kool Baby Brotha Band pour lequel il était en train de composer un nouvel album. Robert Bell est mort à l'âge de 68 ans, chez lui, dans sa maison des îles Vierges.
Il a fréquenté Miles Davis et Thélenious Monk.